# Sten Osther
Sten Osther, norveški rokometaš, * 14. marec 1948, Fredrikstad.
Leta 1972 je na poletnih olimpijskih igrah v Münchnu v sestavi norveške rokometne reprezentance osvojil deveto mesto.